# جون كارتر (لاعب هوكي جليد)
جون كارتر (بالإنجليزية: John Carter)‏ هو لاعب هوكي جليد أمريكي، ولد في 3 مايو 1963 في وينتشتر ‏ في الولايات المتحدة.

## وصلات خارجية
- جون كارتر على موقع EliteProspects.com (الإنجليزية)
- جون كارتر على موقع HockeyDB.com (الإنجليزية)
- جون كارتر على موقع Hockey-Reference.com (الإنجليزية)